# Lev Ponomarëv
Lev Aleksandrovič Ponomarëv (in russo Лев Александрович Пономарёв?; Tomsk, 2 settembre 1941) è un attivista e politico russo, direttore esecutivo del movimento panrusso "Per i Diritti Umani", fondatore della ong russa Memorial insieme al Premio Nobel Andrej Sakharov e del "Fondo in difesa dei detenuti". È noto per essere un capofila della dissidenza sovietica tanto da essere stato bollato come "agente straniero" in Russia..

## Biografia
Ponomarëv si è laureato presso l'Istituto di Fisica e Tecnologia di Mosca (MFTI) nel 1965 e dal programma di dottorato dello stesso istituto nel 1968, diventando un dottore in fisica e matematica. Ha lavorato presso l'Istituto di Fisica Teorica e Sperimentale dell'Accademia Russa delle Scienze e contemporaneamente ha insegnato al MFTI nel dipartimento di fisica generale.

### Anni 2010
Il 10 marzo 2010 ha firmato un appello dell'opposizione russa affermando "Putin deve andarsene". Pochi mesi più tardi, il 25 agosto, è stato condannato a un arresto di 3 giorni per aver tentato di portare la bandiera della Federazione Russa lungo Arbat Street nel giorno della bandiera dello Stato, il 22 agosto. Il giorno prima, Boris Nemtsov era stato assolto per lo stesso caso. Il 7 settembre 2010 è stato condannato a un arresto di 4 giorni per disobbedienza alla polizia.
Ponomarëv è stato condannato ad almeno 25 giorni di detenzione nel dicembre 2018 a causa di un post su Facebook che pubblicizzava una manifestazione non autorizzata che avrebbe dovuto svolgersi in piazza Lubyanka a Mosca il 28 ottobre. Lo scopo di quella protesta era dimostrare solidarietà ad alcuni giovani attivisti accusati di presunti reati antiterrorismo e anti-estremismo. 

### Anni 2020
Il 28 dicembre 2020, Ponomarëv è stato aggiunto alla lista dei media "agenti stranieri" dal governo russo insieme ad altre quattro persone. Tuttavia, non è stato fornito alcun motivo per cui sono stati aggiunti all'elenco. Nel marzo 2021 annuncia lo scioglimento del movimento "Per i Diritti Umani".
Il 30 gennaio 2022, durante la crisi russo-ucraina del 2021-2022, Ponomarëv ha guidato una dichiarazione pubblica pubblicata su Echo of Moscow opponendosi alla minaccia russa di invadere ulteriormente l'Ucraina. Entro il 7 febbraio, 5000 persone avevano co-firmato la dichiarazione. Il 20 febbraio 2022, Ponomarëv e altri sette, tra cui Yuri Samodurov, sono stati temporaneamente arrestati dopo aver tenuto proteste di piazza a Mosca contro la minaccia russa di attaccare l'Ucraina.
Vive in esilio in Francia.